# Коньшинское сельское поселение
Коньшинское се́льское поселе́ние — муниципальное образование в Верховском районе Орловской области Российской Федерации.
Административный центр — село Коньшино.

## История
Статус и границы сельского поселения установлены Законом Орловской области от 19 ноября 2004 года № 446-ОЗ «О статусе, границах и административных центрах муниципальных образований на территории Верховского района Орловской области»

## Население
| 2010 | 2012 | 2013 | 2014 | 2015 | 2016 | 2017 |
| ---- | ---- | ---- | ---- | ---- | ---- | ---- |
| 386  | ↘360 | ↘334 | ↘322 | ↘291 | ↘279 | ↘277 |
| 2018 | 2019 | 2020 | 2021 | 2023 |      |      |
| ↘252 | ↘245 | ↘231 | ↗241 | ↘223 |      |      |

## Состав сельского поселения
| №  | Населённый пункт | Тип населённого пункта       | Население |
| -- | ---------------- | ---------------------------- | --------- |
| 1  | Алексеевка       | деревня                      | 29        |
| 2  | Архангельский    | хутор                        | 21        |
| 3  | Бобровка         | деревня                      | 19        |
| 4  | Большая Дорога   | деревня                      | 14        |
| 5  | Головище         | посёлок                      | 12        |
| 6  | Желевая Дубрава  | деревня                      | 23        |
| 7  | Желтухино        | деревня                      | 0         |
| 8  | Колчанка         | деревня                      | 18        |
| 9  | Коньшино         | село, административный центр | ↘180      |
| 10 | Кубань           | посёлок                      | 0         |
| 11 | Львовка          | деревня                      | 16        |
| 12 | Малый Кривец     | деревня                      | 23        |
| 13 | Новая            | деревня                      | 8         |
| 14 | Свидеровка       | деревня                      | 6         |
| 15 | Сидоровка        | деревня                      | 15        |
| 16 | Татарский Брод   | деревня                      | 1         |